# 2022년 동계 패럴림픽
2022년 동계 패럴림픽(영어: 2022 Winter Paralympics, XIII Paralympic Winter Games, 중국어 간체자: 2022年冬季残疾人奥林匹克运动会, 정체자: 2022年冬季殘疾人奧林匹克運動會)은 2022년 3월 4일부터 3월 13일까지 중국의 베이징에서 개최된 동계 패럴림픽이다. 베이징은 2008년 하계 패럴림픽을 개최했기 때문에 사상 최초로 하계 패럴림픽과 동계 패럴림픽을 모두 개최한 도시가 된다.

## 개최지 선정
2015년 7월 31일 오후 5시(현지 시각)에 말레이시아 쿠알라룸푸르에서 열린 제128차 국제 올림픽 위원회 총회에서 진행된 개최지 투표에서 중국 베이징이 카자흐스탄 알마티를 누르고 2022년 동계 올림픽 개최지로 선정되었다. 이에 따라 베이징은 2022년 동계 패럴림픽 개최권도 획득했다.

## 참가국
2022년 동계 패럴림픽에 참가한 국가는 총 46개국이다. 아제르바이잔, 이스라엘, 푸에르토리코 3개국이 처음으로 동계 패럴림픽에 참가했다.
국제 올림픽 위원회(IOC)와 국제 패럴림픽 위원회(IPC)는 러시아의 우크라이나 침공 첫 날인 2022년 2월 24일에 공개된 공동 성명을 통해 러시아의 올림픽 휴전 위반을 규탄했다. 국제 올림픽 위원회는 2022년 2월 28일에 공개된 공식 성명을 통해 "국제 스포츠 행사에서 러시아와 벨라루스 출신 선수들과 임원들의 참가를 금지하고 해당 국가들의 국호, 국기, 국가 사용을 금지할 것을 권고한다."고 밝혔다. 이는 벨라루스 국가 올림픽 위원회 관계자들이 자국 선수들에 대해 정치적 억압을 가했고 벨라루스가 러시아의 우크라이나 침공에 동조했기 때문이다. 또한 러시아는 국가 차원의 도핑 스캔들에 따른 세계 반도핑 기구(WADA)의 징계로 인하여 2019년부터 국제 스포츠 행사에서 국호, 국기, 국가 사용이 금지되어 있었다.
국제 패럴림픽 위원회는 2022년 3월 2일에 열린 긴급 집행위원회의 결정을 통해 "러시아와 벨라루스 출신 선수들은 2022년 베이징 동계 패럴림픽에서 패럴림픽기를 사용하는 중립 선수 명의로 참가할 예정이다. 다만 해당 국가 출신 선수들의 경기 결과는 메달 집계에서 제외된다."고 밝혔다. 하지만 몇몇 국가 패럴림픽 위원회가 해당 대회를 보이콧하겠다는 위협을 제기했을 정도로 비판 여론을 받게 되자 국제 패럴림픽 위원회는 2022년 3월 3일에 열린 긴급 집행위원회의 결정을 통해 러시아와 벨라루스 출신 선수들의 2022년 베이징 동계 패럴림픽 참가를 금지시키기로 결정했다.

참가국 (출전 경력 있음)
참가국 (출전 경력 없음)
개최 도시 (베이징)
불참국
참가 금지국

선수단 규모

| 참가국 목록 |
| --- |
| - 안도라 (1) - 아르헨티나 (2) - 오스트레일리아 (9) - 오스트리아 (16) - 아제르바이잔 (1) - 벨기에 (2) - 보스니아 헤르체고비나 (2) - 브라질 (6) - 캐나다 (49) - 칠레 (3) - 중화인민공화국 (96) (개최국) - 크로아티아 (4) - 체코 (21) - 덴마크 (1) - 에스토니아 (5) - 핀란드 (6) - 프랑스 (19) - 조지아 (1) - 독일 (18) - 영국 (25) - 그리스 (2) - 헝가리 (1) - 아이슬란드 (1) - 이란 (4) - 이스라엘 (1) - 이탈리아 (32) - 일본 (29) - 카자흐스탄 (5) - 라트비아 (5) - 리히텐슈타인 (1) - 멕시코 (1) - 몽골 (3) - 네덜란드 (8) - 뉴질랜드 (3) - 노르웨이 (13) - 폴란드 (11) - 푸에르토리코 (1) - 루마니아 (2) - 슬로바키아 (27) - 슬로베니아 (1) - 대한민국 (32) - 스페인 (2) - 스웨덴 (10) - 스위스 (12) - 우크라이나 (20) - 미국 (67) |

## 마스코트

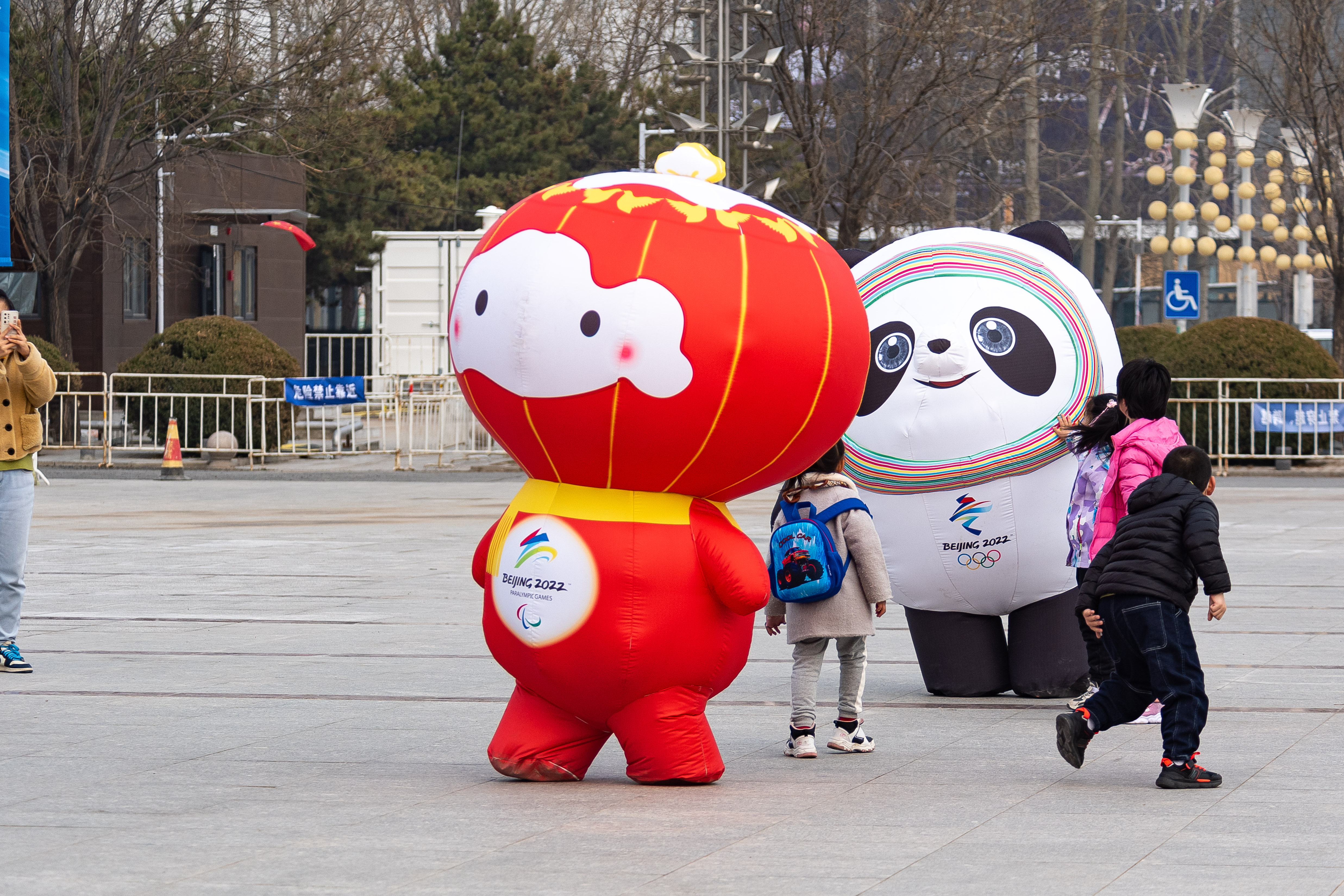
쉐룽룽

쉐룽룽이라는 이름을 가진 캐릭터로 중국인들이 선호하는 붉은색 전통 등롱을 형상화했다. '쉐'(雪)는 눈을 뜻하고 순백과 아름다움을 의미하며 첫번째 '룽'(容)은 포용과 관용을, 두번째 '룽'(融)은 융합과 온화를 의미한다.
쉐룽룽의 초안은 '길상(吉祥)'과 '여의(如意)'라고 부르는 작은 등롱이였다. 현재의 쉐룽룽은 사람처럼 인격화된 디자인을 구현하였으며 귀여운 이미지로 넓고 심오한 중국문화 雪의 매력을 보여준다.

## 경기 종목
2022년 동계 패럴림픽은 다음과 같은 세부 종목으로 구성된다.
- 알파인 스키 (30)

알파인 스키는 활강, 슈퍼대회전, 슈퍼복합, 대회전, 회전 등 5개 종목으로 구성되며 입식, 좌식, 시각장애 등급이 나눠지며 총 30개의 메달 결정전이 열린다.
- 바이애슬론 (18)

바이애슬론은 크로스컨트리와 소총사격이 결합된 종목으로 입식, 좌식, 시각장애로 구분된다.
- 크로스컨트리 스키 (20)

크로스컨트리 스키는 지체 장애와 시각장애를 가진 선수들이 참가할 수 있다.
- 파라 아이스하키 (1)

파라 아이스하키는 남녀 경기로 진행되며 하체에 장애가 있는 선수들이 참가할 수 있다.
- 스노보드 (12)

스노보드는 스노보드 크로스, 뱅크회전, 대회전 등의 종목으로 구성되며 6개의 남성종목과 2개의 여성종목이 존재한다.
- 휠체어 컬링 (1)

휠체어 컬링은 척수 손상, 뇌병변 장애, 다발성 경화증, 양측 하지 절단 등을 가진 선수들이 참가할 수 있다. 각 팀에 최소 한 명의 여자선수를 포함해야 한다는 규칙이 특징이다.

## 메달 결정전 날짜
- 3월 5일

1. 장애인 알파인 스키 활강 남/녀
2. 장애인 바이애슬론 여자와 남자 6km

- 3월 6일

1. 장애인 알파인 스키 슈퍼대회전 남/녀
2. 장애인 크로스컨트리 스키 남자 18km, 여자 12km

- 3월 7일

1. 장애인 크로스컨트리 스키 남자 20km 클래식, 여자 15km 클래식
2. 장애인 스노보드 크로스 남/녀

- 3월 8일

1. 장애인 알파인 스키 슈퍼복합 남/녀
2. 장애인 바이애슬론 여자, 남자 10km

- 3월 9일

1. 장애인 크로스컨트리 스키 스프린트 프리 남/녀

- 3월 10일

1. 장애인 알파인 스키 남자 대회전

- 3월 11일

1. 장애인 알파인 스키 여자 대회전
2. 장애인 바이애슬론 여자, 남자 12.5km

- 3월 12일

1. 휠체어컬링
2. 장애인 알파인 스키 남자 회전
3. 장애인 크로스컨트리 스키 남자 10km 프리, 여자 10km 프리
4. 장애인 스노보드 뱅크회전 남/녀

- 3월 13일

1. 파라 아이스하키
2. 장애인 알파인 스키 여자 회전
3. 장애인 크로스컨트리 스키 혼성계주 4x2.5km, 오픈계주 4x2.5km

## 메달 집계
| 순위 | 국가           | 금메달 | 은메달 | 동메달 | 합계 |
| ---- | -------------- | ------ | ------ | ------ | ---- |
| 1    | 중화인민공화국 | 18     | 20     | 23     | 61   |
| 2    | 우크라이나     | 11     | 10     | 8      | 29   |
| 3    | 캐나다         | 8      | 6      | 11     | 25   |
| 4    | 프랑스         | 7      | 3      | 2      | 12   |
| 5    | 미국           | 6      | 11     | 3      | 20   |
| 6    | 오스트리아     | 5      | 5      | 3      | 13   |
| 7    | 독일           | 4      | 8      | 7      | 19   |
| 8    | 노르웨이       | 4      | 2      | 1      | 7    |
| 9    | 일본           | 4      | 1      | 2      | 7    |
| 10   | 슬로바키아     | 3      | 0      | 3      | 6    |

## 방송사
- 패럴림픽 - 올림픽 방송 서비스
  - 패럴림픽 유튜브 채널 (실시간 & 하이라이트)
- 일본 - NHK, 민방 (TV도쿄, TV아사히)
- 대한민국 - KBS 1TV, KBS 2TV, KBS NEWS D, MBC TV, MBC 뉴스 NOW, SBS TV, SBS 모바일 24
- 중국 - 중국중앙텔레비전
- 영국 - 채널 4
- 미국 - NBC
- 스페인 - TVE
- 프랑스 - 프랑스 텔레비지옹
- 이탈리아 - 이탈리아 방송 협회
- 폴란드 - 폴란드 텔레비전
- 중동아시아 - BeIN Sports
- 오스트레일리아 - 세븐 네트워크
- 라틴 아메리카 - Claro Sports
- 사하라 이남 아프리카 - TV5Monde
- 남아공 - SABC
- 브라질 - 헤지 글로부
- 멕시코 - 텔레비사
- 칠레 - 텔레비시온 나시오날 데 칠레

## 같이 보기
- 2022년 동계 올림픽
- 2008년 하계 패럴림픽